# Єлово (Красногорський район)
Єло́во (рос. Елово) — присілок в Красногорському районі Удмуртії, Росія.

## Населення
Населення — 21 особа (2010; 28 в 2002).
Національний склад станом на 2002 рік:
- удмурти — 82 %